# Paralelní tónina
Paralelní stupnice jsou durová a mollová stupnice se stejným předznamenáním. Příkladem je C dur versus a moll aiolská. Paralelní mollová tónina se od tóniky durové stupnice nachází buď o malou sextu směrem nahoru, nebo o malou tercii směrem dolů. Paralelní durová tónina se od tóniky mollové stupnice nachází buď o malou tercii směrem nahoru, nebo o malou sextu směrem dolů.